# Controversia de los huérfanos judíos
La controversia sobre los huérfanos judíos estuvo relacionada con la custodia de miles de niños judíos después del final de la Segunda Guerra Mundial. Algunos niños judíos habían sido bautizados mientras estaban al cuidado de instituciones católicas o de católicos individuales durante la guerra. Tales bautismos permitieron identificar a los niños como católicos para evitar la deportación y el encarcelamiento en campos de concentración, y probablemente la muerte en el Holocausto. Después del fin de las hostilidades, los funcionarios de la Iglesia católica, ya sea el Papa Pío XII u otros prelados, emitieron instrucciones para el tratamiento y la disposición de esos niños judíos, algunos de los cuales, pero no todos, ahora eran huérfanos. Las reglas que establecieron, la autoridad que las emitió y su aplicación en casos específicos ha sido objeto de investigaciones por parte de periodistas e historiadores.

## Historia
En 2005, el Corriere della Sera publicó un documento fechado el 20 de noviembre de 1946 sobre el tema de los niños judíos bautizados en Francia durante la guerra. El documento ordenaba que los niños bautizados, en caso de quedar huérfanos, permanecieran bajo custodia católica y afirmaba que la decisión «ha sido aprobada por el Santo Padre». Dos eruditos italianos, Matteo Luigi Napolitano y Andrea Tornielli, confirmaron que el memorando era auténtico, pero añadieron que la información del Corriere della Sera era engañosa, ya que el documento se había originado en los archivos de la Iglesia católica francesa, y no en los archivos del Vaticano, y se preocupaba estrictamente por los niños sin parientes consanguíneos vivos que debían ser entregados a organizaciones judías.
Angelo Roncalli, más tarde Papa Juan XXIII, fue nuncio en Francia y, según se informó, ignoró esta directiva.
Un caso relacionado fue el ampliamente discutido asunto Finaly en Francia. Fritz Finaly y su esposa Anni eran judíos capturados por la Gestapo y deportados de Francia a Auschwitz en 1944. Días antes habían dejado a sus dos hijos pequeños, Robert y Gérald, al cuidado de un amigo. Los niños terminaron en una guardería local. A partir de 1945, sus familiares los localizaron e intentaron conseguir su custodia. Sus peticiones fueron frustradas durante años y los niños fueron bautizados en secreto en 1948. Los documentos publicados en 2020 demuestran que en 1953, funcionarios del Vaticano ordenaron en secreto a los clérigos en Francia que desafiaran las órdenes judiciales de entregar a los niños a una tía, y el papa Pío XII informó directamente de esas instrucciones. Los líderes de la Iglesia también intentaron difundir noticias engañosas en la prensa. Después de meses de enorme presión internacional, el cardenal Pierre-Marie Gerlier y el abad Roger Etchegaray finalmente resolvieron la disputa transfiriendo a los niños a sus parientes judíos, quienes los criaron en España e Israel.  
Pío XII intervino personalmente cuando una mujer católica polaca, Leokadia Jaromirska, más tarde honrada como una de los Justos entre las Naciones por Yad Vashem, le escribió una carta pidiéndole permiso para quedarse con una joven judía a la que había acogido durante la guerra. Pío le negó el permiso para hacerlo y ordenó que la niña fuera devuelta a su padre,,explicándole que su deber como católica era devolver a la niña y hacerlo con buena voluntad y amistad.
Abe Foxman, director nacional de la Liga Antidifamación en Estados Unidos, y quien había sido bautizado cuando era niño, siendo objeto de una batalla por su custodia, pidió una congelación inmediata del proceso de beatificación de Pío hasta que se llegara a una conclusión pertinente. Se abrieron entonces los Archivos Vaticanos y las actas bautismales. Foxman inicialmente escribió que abrir archivos podría brindar a los huérfanos «una oportunidad de descubrir sus verdaderos orígenes y posiblemente un regreso a su fe original, al tiempo que proporciona una magnífica historia de valentía de los católicos. En el infierno que fue el Holocausto, ésta es una luz brillante». Foxman después omitió esto en declaraciones posteriores y comunicados de prensa de la Liga sobre el Papa Pío XII.
Yad LaAjim, una organización judía israelí, ha investigado la controversia de los huérfanos y ha exigido que el papa Benedicto XVI actúe para revelar a los «niños judíos ocultos» del Holocausto. 